# ГЭС Гуида
ГЭС Гуида (итал. Centrale idroelettrica Guida) — гидроэлектростанция на реке Стиларо, в итальянском городе Бивонджи (Калабрия).

## История
Построена в 1914 году по заказу компании «Avvenire Società Idroelettrica di Bivongi», основанной жителями города Бивонджи. Первая гидроэлектростанция на юге Италии. Изначально снабжала электроэнергией коммуну Бивонджи, позднее — так же и близлежащие коммуны Стило и Паццано. Станция работала до 1953 года.
В XXI веке ГЭС Гуида вместе с ГЭС Мармарико является одним из мест промышленной археологии в Калабрии. 15 марта 2014 года отреставрированное здание станции открыто как Музей гидроэнергетики.
13 февраля 2008 года, в ходе операции «Наос» обнаружено, что кланы калабрийской мафии Морабито — Бруццанити — Паламара преследовали цель получить контроль над контрактом на модернизацию гидроэлектростанций Бивонджи.

## Описание

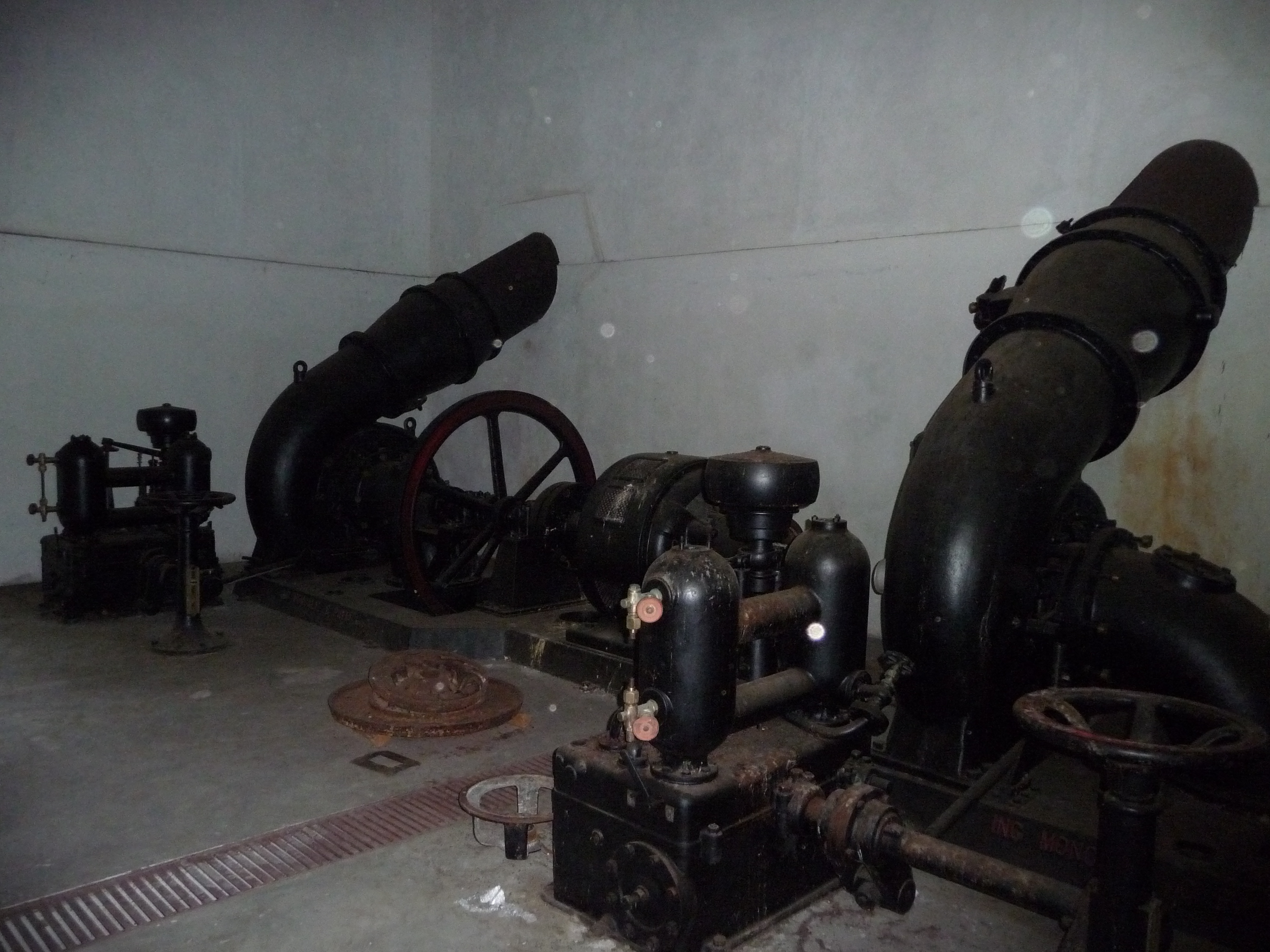
Оборудование ГЭС Гуида

Станция расположена на левом берегу реки Стиларо. Размеры здания машинного зала составляют 11,5 на 6,5 м. Здесь были установлены две радиально-осевых турбины, произведённые компанией «Ing. Moncalvi & C» из Павии, которые использовали перепад высот 22,5 м с расходом воды 0,35 м³/с, поступавшей с плотины на реке Стиларо и подававшейся на электростанцию по каналу, который когда-то был открытым, затем в туннель, а затем в трубопровод, что дало мощность около 80 кВт. Также работали два генератора переменного тока производства Ercole Marelli мощностью 90 кВт, 600 об/мин.
Вода отбиралась из излучины реки Стиларо и транспортировалась по каналу длиной 150 м на правом берегу реки. На последнем участке был построен мост высотой 8 метров и длиной 20 метров, примерно через десять метров он входит в туннель длиной 25 метров, шириной 100 см и максимальной высотой 140 см, и, наконец, две напорные трубы длиной 28 метров подавали воду на агрегаты станции.

## Ванны в Гуида

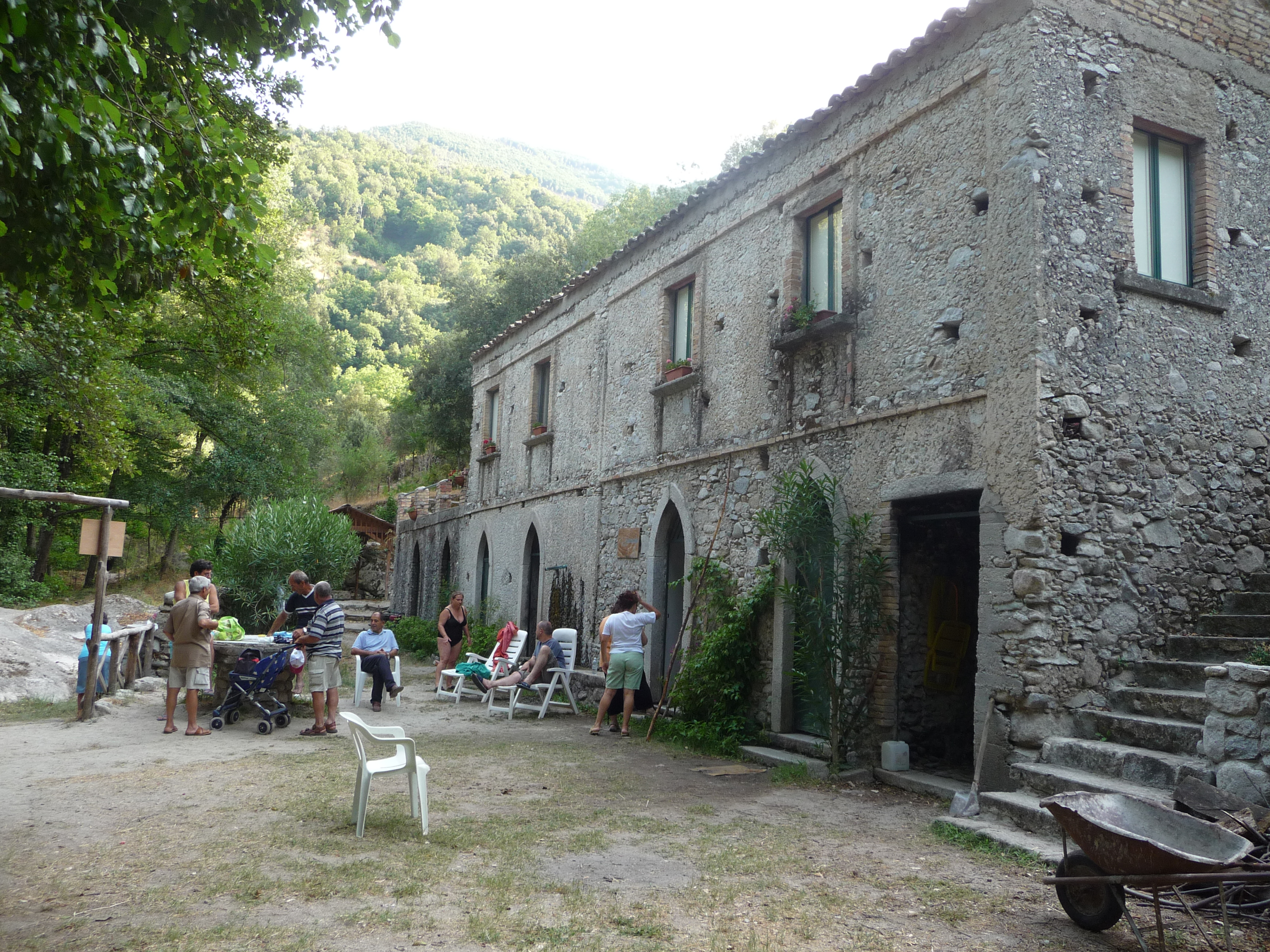
Ванны в Гуида, 2008 год

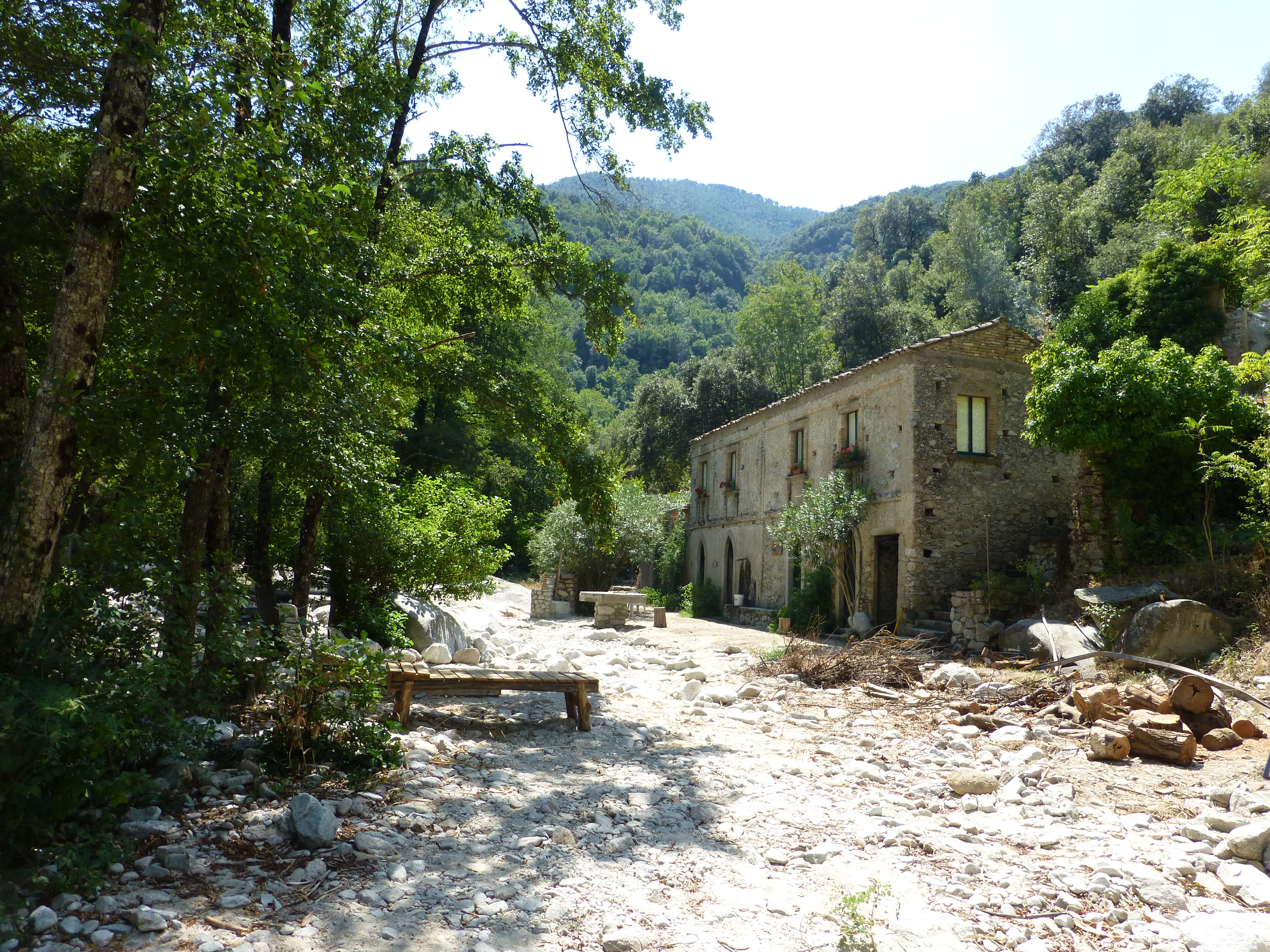
Ванны в Гуида, 2012 год

Ванны в Гуида (итал. Bagni di Guida) — известный с античности термальный источник недалеко от Стиларо. За свои лечебно-оздоровительные свойства его воды называли «святыми». Известен со времен Римской империи и Византии. Около 1850 года здесь был построен оздоровительный центр. В начале XX века к нему присоединили гостиницу. Оздоровительный центр работал до 1950 года. В 2014 году оздоровительный центр был вновь открыт. Место популярно летом, особенно среди любителей термальных вод, оборудовано для пикников и пешего туризма (имеется маркированный маршрут).

## Изображения

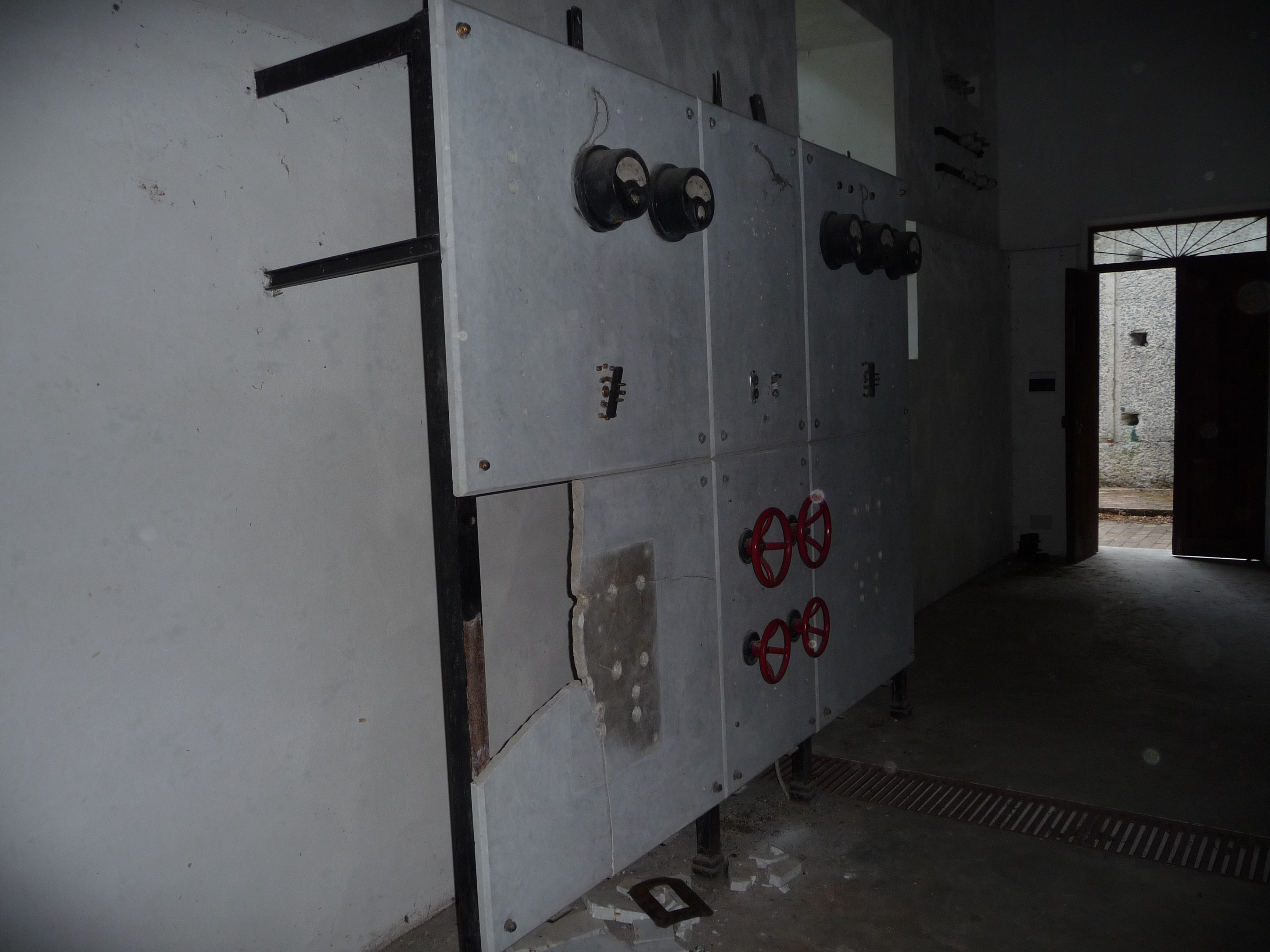
Щит управления станцией
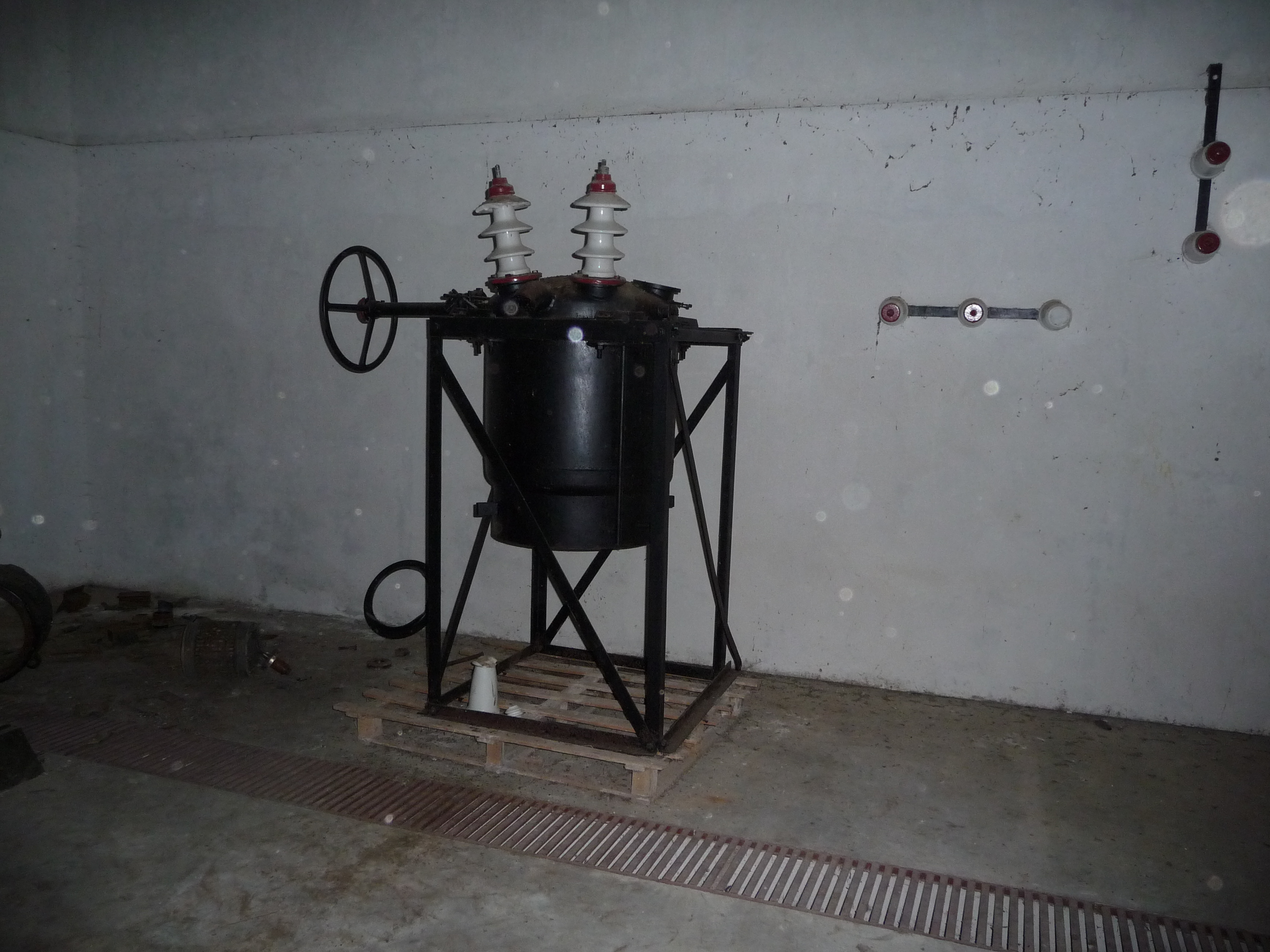
Оборудование
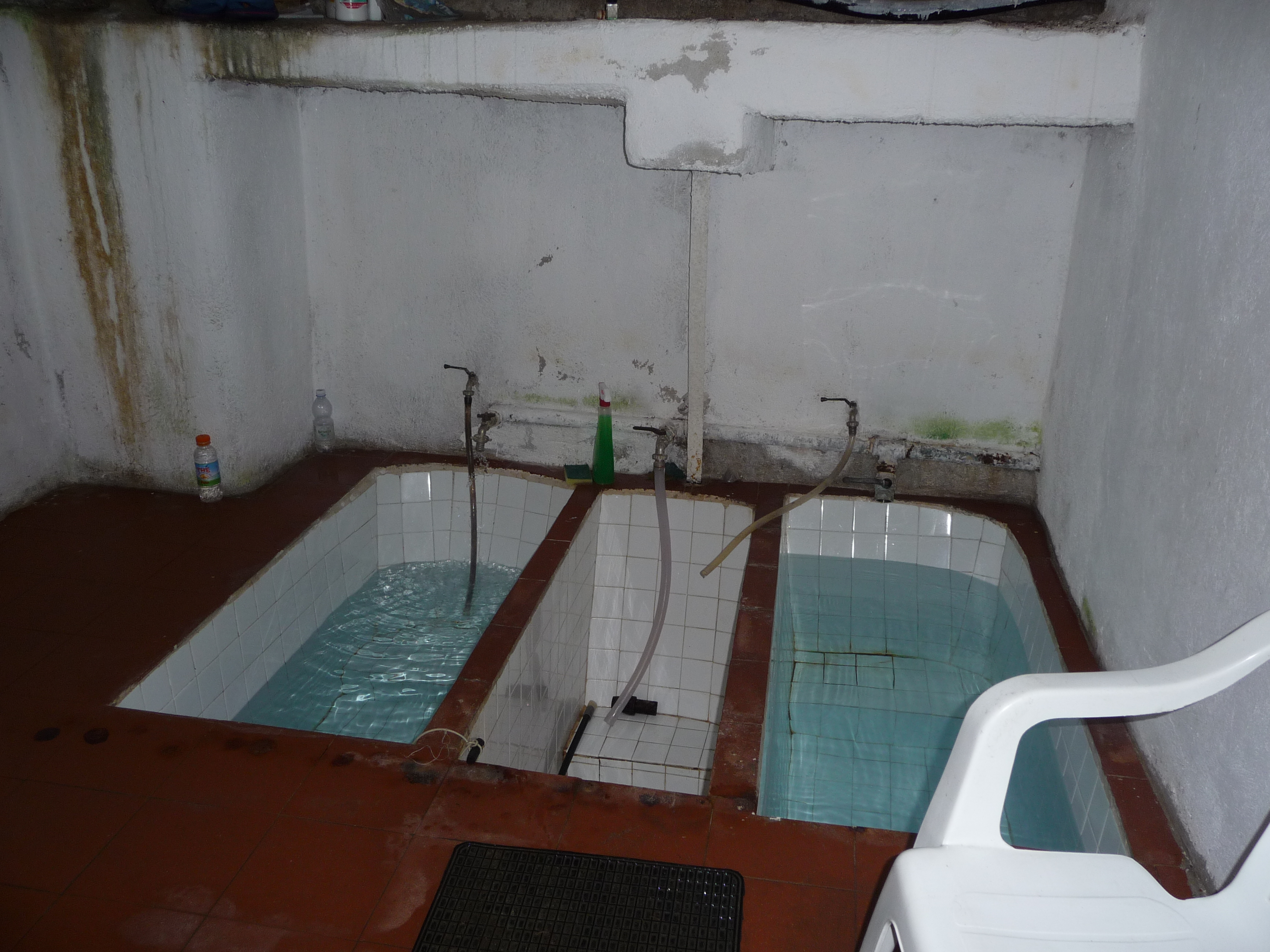
Ванны для процедур
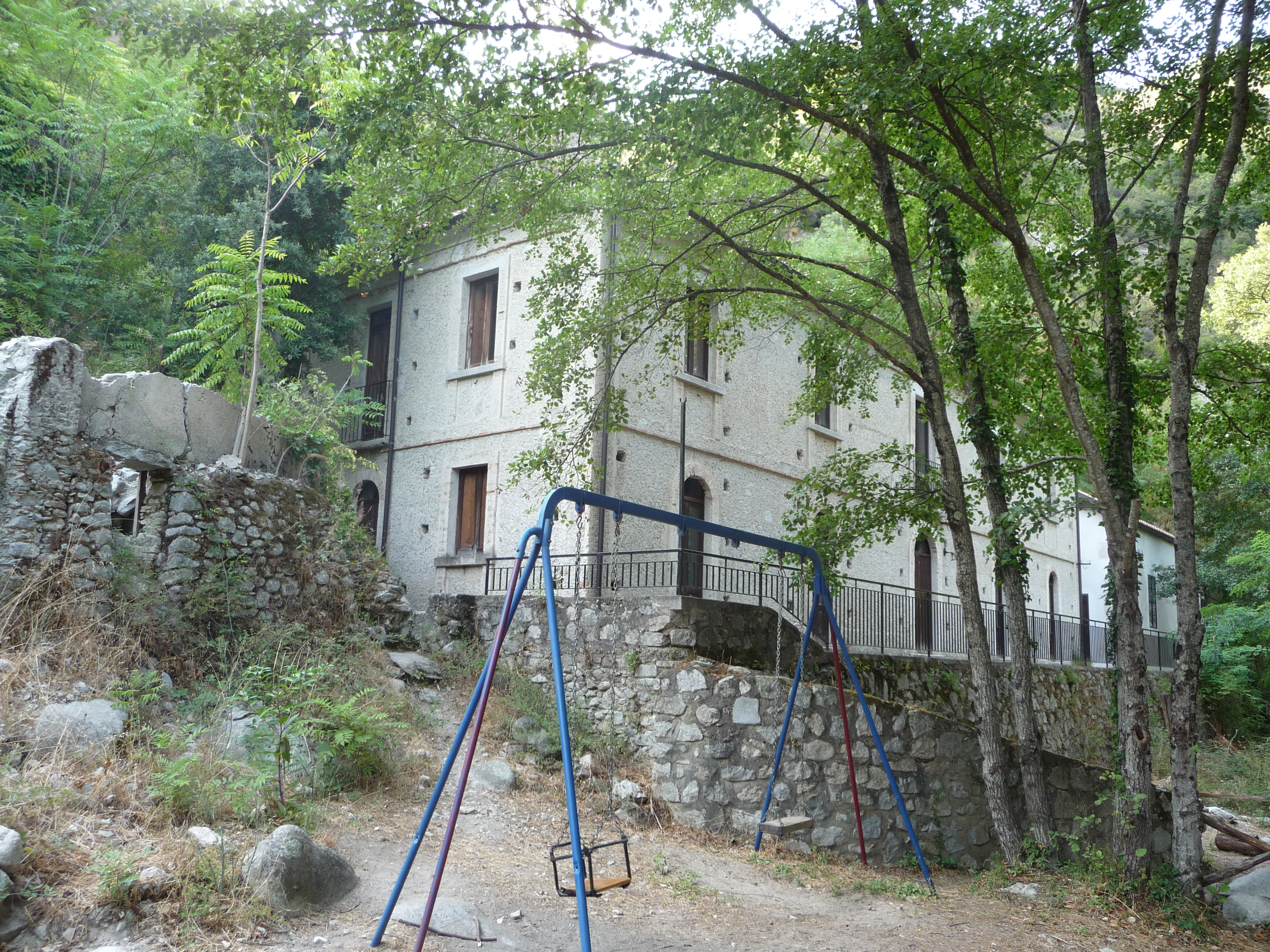
Бывшая гостиница «Acque Sante» (2008)